# Ninian Park
Ninian Park  a fost un stadion de fotbal din Leckwith, Cardiff, Țara Galilor. Până în anul 2009 pe acest stadion își juca meciurile de acasă echipa Cardiff City FC. Ei joacă acum pe stadionul Cardiff City Stadium.

## Istorie
Ninian Park este numit după Lt.-Col. Lord Ninian Edward Crichton-Stuart , fiul lui  John Patrick Crichton-Stuart, 3rd Marquess of Bute.
Ultimul meci jucat de Cardiff pe acest stadion a fost: Cardiff City FC - Ipswich Town 3-0 după care echipa s-a mutat pe noul stadion cu capacitatea de 27,000 mii de locuri.Stadionul Ninian Park a fost demolat mai târziu.
Ultimul meci jucat pe acest stadion a fost un meci între școli din Țara Galilor.

## Demolarea
Stadionul a fost vândut unei firme care a dărâmat arena și baza sportivă și a construit o zonă rezidențială, însă partea aceea a orașului va fi cunoscută în continuare ca Ninian Park .Se mai are în vedere numirea străzilor după fostele legende ale clubul Cardiff City FC.

## Un nou stadion pentru Cardiff City FC
Lucrările la un nou stadion au început în anul 2007 sub numele de Cardiff Athletic Stadium și a fost deschis în anul 2009.La deschidere au participat în jur de 27 de mii de spectatori, fundația fiind făcută pentru 60 de mii, dacă va fi nevoie.
Actualul nume al noului stadion este Cardiff City Stadium, însă sponsorul, care dă peste 3 milioane de lire sterline pe an dorește ca stadionul să poarte numele firmei.